# Holomelina cyana
Holomelina cyana là một loài bướm đêm thuộc phân họ Arctiinae, họ Erebidae.